# Kym Milne
Kym Milne (* 1959 in Australien) ist ein weltweit anerkannter Weinmacher und Önologe. Er berät weltweit Winzer und die Weinindustrie und gehört zu den wichtigsten Figuren des internationalen Weingeschäfts. Wegen seiner weltweiten Tätigkeit wird er flying winemaker, fliegender Weinmacher, genannt.
Milne studierte zunächst Önologie am renommierten Roseworthy Agricultural College in Adelaide (Australien) und anschließend am Londoner Institute of Masters of Wine (IMW), wo er als einer der wenigen Absolventen 1991 beim ersten Versuch alle Prüfungen erfolgreich abschloss und seither zur Führung des nachgesetzten Titels „MW“ (Master of Wine) berechtigt ist.
Seine ersten beruflichen Erfahrungen sammelte er auf dem australischen Weingut Berri Estates und wechselte anschließend nach Neuseeland zu Villa Maria Estate. 1992 und 1993 arbeitete er als freiberuflicher Weinmacher in Ungarn und Frankreich, bevor er 1993 Manager bei der britischen Weinimportfirma International Wine Services wurde. Seine Weine erzielten regelmäßig Spitzenbewertungen und gewannen internationale Preise. 
Milne ist Juror bei zahlreichen internationalen Weinwettbewerben und anerkannter Experte für europäische, australische und neuseeländische Weine.
Nach 19 Jahren im Ausland, lebt Milne seit 2002 mit seiner neuseeländischen Ehefrau Jane und den drei Kindern wieder in Adelaide Hills, wo er seine eigene Beratungsfirma, Global Wine Solutions, betreibt.